# Мазаринада

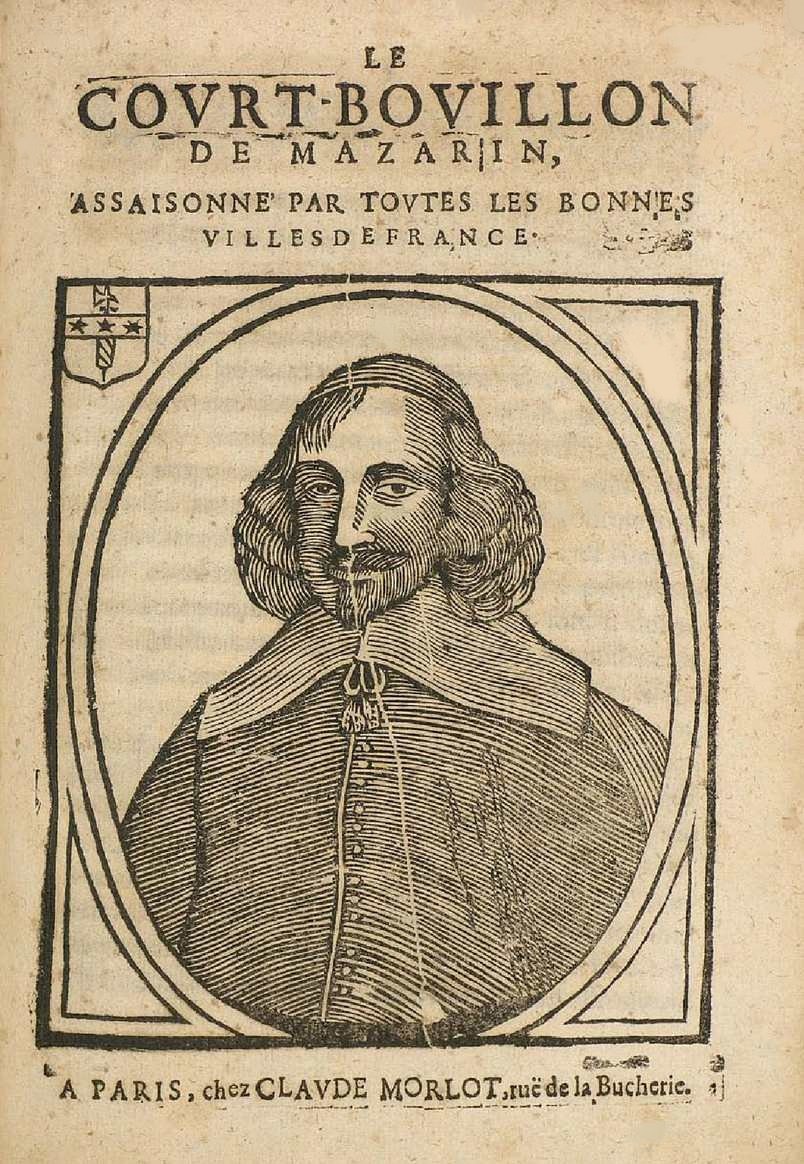
Печатная мазаринада. Париж, 1649

Мазаринада (фр. Mazarinade) — публицистическое сочинение эпохи Фронды во Франции, направленное против абсолютистской власти. В более широком смысле термин мазаринады (mazarinades) применяется и к произведениям, защищающим королевскую власть времён смуты 1648—1653 годов (включая официальные акты правительства). В первую очередь объектом критики выступал кардинал Мазарини, первый министр Франции в 1643—1651 и 1653—1661 годах, фаворит королевы Анны Австрийской. Оба правителя продолжили политику кардинала Ришельё в отношении централизации государственной власти, чем вызвали противодействие со стороны различных слоёв общества, зачастую имевших различные интересы. Основные две стороны политического противостояния того времени были представлены властью (Мазарини, королевский двор и поддерживающие их круги) и оппозицией в лице городских парламентариев и представителей дворянства, выступивших на их стороне.

## История
Названию этому направлению публицистики дал стихотворный памфлет писателя Поля Скаррона «La mazarinade» (1651), хотя образцы политической сатиры такого рода появились ещё в 1648 году. Анатоль Франс писал о роли Скаррона в распространении критических выпадов в отношении кардинала: «Сначала появилась „Мазаринада“, затем, под самыми различными заглавиями, тысячи других „мазаринад“. Этот первый памфлет, распространённый по всему городу, осведомил всех — и знатных дам и лакеев — о любовных похождениях Мазарини с зеленщицей из Алькалы и о палочных ударах, полученных вышеназванным Мазарини в связи с этими шашнями. Можно носить пурпуровую мантию и пострадать из-за прекрасных глаз зеленщицы; но памфлетист прибавлял, что кардинал спровадил Барильона [Поль Барильон д’Амонкур, маркиз де Бранж (1630—1691) — прожил на тридцать лет больше кардинала] на тот свет при помощи некоего снадобья». По мнению историка Людмилы Ивониной, появление первых «настоящих» мазаринад можно отнести к событиям 26 августа 1648 года, вошедшим в историю как «День баррикад». «Повсюду в городе плебс распевал скабрезные песенки про любовь дамы Анны к кавалеру Мазарини. В них первого министра обвиняли во всех смертных грехах: он нарушает старинные свободы, транжирит казённые деньги, покровительствует ненавистным финансистам…». Многие из антиправительственных текстов были низкопробного характера, представляли собой клеветнические измышления в отношении личности кардинала (например, обвинения в бисексуальности, влечению к мальчикам) и его родственников. В современном понимании к мазаринадам относят все политические сочинения, как проправительственные (около 10 %), так и антиабсолютистские. Насчитывается более 5500 мазаринад эпохи смуты во Франции, а с учётом рукописных текстов — около 6 000.
Большинство мазаринад анонимно, но среди них имеются и известные авторы: Сирано де Бержерак («Погибший министр»), кардинал Рец, Гез де Бальзак, О. Патрю, Ж. Лоре, Г. Патен, И. Лаффема, Арно д’Андий. Анонимность позволяла избежать цензуры, преследований со стороны властей (и даже казни) и сохранить положение в обществе, если автор являлся публичным лицом. Мазаринады отличаются многообразием форм и жанров, способов распространения; к ним относят как прозаические, так и стихотворные сочинения, песни, листовки, брошюры, письма, послания, диалоги, обращения, анекдоты, эпиграммы. Они могли быть как рукописными или печатными, так и устными. В процессе взаимодействия противостоящих друг другу произведений они образовывали «цепочки» текстов, вызывали «цепную реакцию» (понятие Кристиана Жуо). В этом случае они группировались друг с другом в отношении рассмотрения какой-либо общей темы, отклика на какое-то событие и формировали «полемические сети». Большинство из мазаринад появилось в Париже, остальные в основном в городах с активной парламентской оппозицией (Бордо, Руан, Орлеан). Известно, что в Париже в 1648 году только за три месяца было издано более тысячи антиабсолютистских текстов, а в отдельные из дней там появлялось до 30 сочинений такого рода.
Уже в XVII веке публицистика эпохи Мазарини стала собираться и коллекционироваться, причём по некоторым данным это произошло уже во время волнений. Первая подробная библиография («Bibliographie des Mazarinades», в трёх томах) была создана в 1850-е годы Селестеном Моро (Célestin Moreau). На основе этой работы в 2014 году Министерством иностранных дел Франции было начато оцифровывание каталога, который по состоянию на начало 2020-х годов включал в себя около 6 000 единиц (с учётом черновиков и манускриптов). Наиболее полной коллекцией располагает библиотека Мазарини, где хранится более 12 500 экземпляров (с учётом дублетов). В основе данного собрания лежит воля Мазарини, который в 1649 году дал указание своему библиотекарю Габриэлю Нодэ приобретать политическую литературу.